# Heaven?
『Heaven? 』（ヘブン）は、佐々木倫子による日本の漫画作品。『ビッグコミックスピリッツ』（小学館）にて1999年40号から2003年29号まで断続的に全45話が連載された。単行本は全6巻（小学館ビッグコミックス）、小学館文庫版は全4巻。
「ロワン ディシー」（この世の果て）という名のレストランで繰り広げられる、風変わりなオーナーと、それに振り回される従業員たちによる物語。
2019年7月期に石原さとみ主演で、TBSテレビ系「火曜ドラマ」においてテレビドラマ化。

## あらすじ
フレンチレストランで働いている伊賀観は、ある日ふとした事件がきっかけで黒須仮名子と出会う。黒須は新たにフレンチレストランを開業するために従業員を探しており、伊賀は黒須の語る理想のレストラン像に惹かれて黒須の店で働くことを決める。
翌日、集合時間の24時に店を訪れる伊賀だが、地図に書いてあったその場所は見渡す限りの墓地。牡丹畑の遥か向こうに辛うじて建物を見つけると、そこには伊賀と同じく黒須にスカウトされた6人の従業員がいた。
最悪の立地、4日後に控えたオープン、フレンチの経験のないサービス陣、黒須の存在など幾多もの課題を抱えながらも「ロワン ディシー」はオープンする。

## 登場人物
伊賀観（いが かん）
本作の主人公。「ロワン ディシー」シェフドラン。長崎県出身。
営業スマイルができない上、融通も利かない堅物。理不尽な客への毅然とした態度を買われ、雇われた経緯がある。サービス陣では唯一のフレンチ経験者であるものの、その年数はいまだ3年と決して一人前ではない。物語冒頭と結末では上品な老紳士の姿で登場する。
オーナー・黒須仮名子を初めとする「ロワン ディシー」の個性的な面々の暴走を軌道修正するクッション役を務めるなど苦労は絶えない。
オーナーに負けず劣らず強引な母親がいる。怒ることは滅多に無いと言われ、ピンチの際には超人的な感覚を発揮する。因みに「観」と言う名前には本人によると「観念」「諦観」の意味を持つらしい。
黒須仮名子（くろす かなこ）
本作のヒロイン兼狂言回し。「ロワン ディシー」オーナーであり、三流のミステリー作家。執筆時のペンネームは「黒須真名」。
他の追随を許さぬほどのワンマン体質。たまに本質を鋭く突いた発言をするものの、大抵は思いつきで周囲を振り回すことが多い。文芸界に広い交友関係を持っているが、詳しい素性はまったく描かれていない謎多き人物。小説で一発当てた事で小金を持ち、レストランオーナーになりたいと思ったという。
執筆からの逃避場所に「ロワン ディシー」をオープンした経緯がある。
堤計太郎（つつみ けいたろう）
「ロワン ディシー」店長であり、経理役を担当している。元々は牛丼屋に勤めていた従業員。
スケールの小さい倹約家だが、秀でた企画力・経営力で尽力する縁の下の力持ち。
山懸重臣（やまがた しげおみ）
「ロワン ディシー」ソムリエ。定年退職した銀行の元役員。東京大学出身。
かつては神童と呼ばれるほど賢く、銀行では出世街道をひた走っていたが、趣味の資格取得に没頭するあまり窓際族に追いやられた。
フレンチ経験は無く、ソムリエの資格取得に必要な5年間の飲食店勤務年数を得るため、「ロワン ディシー」に勤務する。
営業畑の人間らしく、厭味な客のあしらいもうまいが、時には自分が年寄りであることも利用して人を丸め込みラクをする老獪かつお茶目な人柄。
川合太一（かわい たいち）
「ロワン ディシー」コミドラン。メンバー内の最年少者。元々は美容師の見習いをしていた。
屈託のない明るい性格。天性の無邪気さと甘え上手で川合ファンの女性客が多い。霊感が強く、「ロワン ディシー」にいる幽霊に水の入ったコップを差し出す姿がたまに見られる。
趣味のトレーディングカードを店のあちこちに隠したり、店先にビワや焼き栗を植えるなど子供じみた行動をよくとっている。
小澤（おざわ）
「ロワン ディシー」シェフ。以前は三つ星レストランに勤めていた。
料理人としての腕は一流だが、在籍する店（計7軒）がことごとく潰れた過去があり、そのことが強いトラウマになっている。
なお、厨房担当には2名のアシスタントがいるが、名前は不明である。
鱸（すずき）
「ロワン ディシー」の近くにある石材店の店主。
黒須にスカウトされたスタッフが初めて店を訪れた時、全員が彼に道を聞いた。以来、「ロワン ディシー」の常連となる。
なぜかカウンター席で黒須の隣になることが多く、黒須のワインの好みもいつしか覚えてしまった。しかし黒須の隣に座る時は、いつもビクビクしている。
妻と小学生の娘・息子がいる。
描き下ろし「鱸石材店の休日」にて彼の生活が描かれている。

## 書誌情報
佐々木倫子 『Heaven?』 小学館
- 〈ビッグコミックススペシャル〉 全6巻（A5判）
  1. 2000年06月30日発売、ISBN 4-09-186871-1
  2. 2001年02月28日発売、ISBN 4-09-186872-X
  3. 2001年11月30日発売、ISBN 4-09-186873-8
    - ミトン付きの特装版 (ISBN 4-09-941192-3) も発売された。

  4. 2002年08月30日発売、ISBN 4-09-186874-6
  5. 2003年03月29日発売、ISBN 4-09-186875-4
  6. 2003年08月30日発売、ISBN 4-09-186876-2、描き下ろし「鱸石材店の休日」収録
- 新装版〈ビッグコミックス〉 全6巻（B6判）
  1. 2004年12月24日発売、ISBN 4-09-187501-7
  2. 2004年12月24日発売、ISBN 4-09-187502-5
  3. 2005年01月28日発売、ISBN 4-09-187503-3
  4. 2005年02月28日発売、ISBN 4-09-187504-1
  5. 2005年03月30日発売、ISBN 4-09-187505-X
  6. 2005年04月26日発売、ISBN 4-09-187506-8、描き下ろし「鱸石材店の休日」収録
- 文庫判〈小学館コミック文庫〉 全4巻
  1. 2010年2月13日発売、ISBN 978-4-09-196006-1
  2. 2010年2月13日発売、ISBN 978-4-09-196007-8
  3. 2010年3月13日発売、ISBN 978-4-09-196008-5
  4. 2010年4月15日発売、ISBN 978-4-09-196009-2、描き下ろし「鱸石材店の休日」収録

## テレビドラマ
『Heaven? 〜ご苦楽レストラン〜』（ヘブン ごくらくレストラン）のタイトルで、2019年7月9日から9月10日までTBSテレビ系「火曜ドラマ」で放送された。主演は石原さとみ。
番組プロモーションとして、TBS公式YouTubeチャンネル「YouTuboo」にて人気YouTuber虹色侍とのコラボ動画が3本公開された。
TBSテレビの連続ドラマのスピンオフがParaviで配信されるのはこのドラマが初の取り組みで、毎話放送終了後に配信している。 

### キャスト
- 黒須仮名子 / 仮名須黒子[注 4] - 石原さとみ
- 伊賀観 - 福士蒼汰[3]（幼少期：中野遥斗）
- 川合太一 - 志尊淳[3]
- 鱸克雄 - 田口浩正
- 和田英代 - 内田慈
- 月川陽平 - 大重わたる
- 高遠大地 - 松本ししまる
- 小枝繁 - 矢柴俊博
- 幹みのり - 上田遥
- 堤計太郎 - 勝村政信
- 謎の紳士[注 5] - 舘ひろし[4]（特別出演）
- 小澤幸應 - 段田安則
- 山縣重臣 - 岸部一徳

#### ゲスト
第1話
- 鷲尾 - 波岡一喜
- 八百久 - 山本圭祐
- 丸尾 - 夙川アトム
- 保健所職員 - 吉田ウーロン太

第2話
- 丘野耀司 - 石橋凌
- 伊賀勝代 - 財前直見（第3話・第8話 - 最終話）
- 大判辰 - 野間口徹

第3話
- 伊賀静 - 鶴見辰吾（最終話）
- 山田泰三 - 六平直政
- 関優夫 - 越村友一
- 関晴美 - 鳥居みゆき
- 根本親文 - 山内圭哉（第4話・第9話）
- 花岡仁志 - 小柳友（第4話・第9話）
- 桑野信義
- コメンテーター - LiLiCo
- コロッケ屋のおばちゃん - じゅんこBAN!BAN!（第4話）
- 自転車で倒れる男 - ジャッキーちゃん

第4話
- 大岡山啓介 - 竹中直人（第5話）
- 山縣の銀行員時代の上司 - 古坂大魔王
- 山縣重臣にヘルメットを譲る男 - バイク川崎バイク

第5話
- 峰和彦 - 小関裕太（最終話）
- 新藤柊二 - 柾木玲弥
- クレームをする客 - アンミカ
- 記者 - 眞鍋かをり

第6話
- 土屋文也 - デビット伊東
- 谷浩正 - 浜野謙太
- 音無真由美 - 黒川智花
- 盛田大五郎 - 加治将樹
- 牛丼屋のイメージキャラクター - 天山広吉
- レストランの客 - ひょっこりはん
- 鷲田義男 - JP

第7話
- 香宮瑠璃子 - 相武紗季
- 香宮瑠璃子のアシスタント - 今井隆文
- 湯浅浩一 - 丸山智己
- 若き久世光代 - 山本舞香
- 古瀬妙子（久世光代） - 加賀まりこ

第8話
- 彦坂二郎 - 平泉成
- 海浦晴臣 - 岸部一徳
- 野々村 - 横澤夏子
- 彦坂の息子 - 末吉くん

第9話
- 中聖人 - 白井晃
- 岡村かずこ - 西尾まり（最終話）
- 北郷知子 - 遠山景織子（最終話）
- 南美幸 - 佐藤真弓（最終話）
- 日比野毅 - 井上順（最終話）

最終話
- 海老岡秀志 - 矢島健一
- 水島新三 - 正名僕蔵
- 成田空港のロビーで佇む伊賀観の背後をうろつく男 - プチ・ブルース
- ジンバブエのコメディアン - アイクぬわら

### その他
- 2020年6月に行われ、250人が投票に参加した「志尊淳の歴代出演ドラマ人気ランキング」では、『半分、青い。』や『きみはペット』らを凌ぎ1位を獲得した[12]。

### スタッフ
- 原作 - 佐々木倫子 『Heaven? ご苦楽レストラン』（小学館ビッグスピリッツコミックス刊）
- 脚本 - 吉田恵里香
- 主題歌 - あいみょん 「真夏の夜の匂いがする」（unBORDE / Warner Music Japan）[13]
- 音楽 - 井筒昭雄
- 料理監修 - 服部幸應
- 料理指導 - 佐藤月彦
- サービス指導 - 森島孝文、岡田宙
- 料理協力 - 服部栄養専門学校
- 食材協力 - 久世、柏崎青果
- コミュニケーションディレクター - 梅田悟司
- アートディレクター - 田村雪絵
- プロデュース - 瀬戸口克陽
- 演出 - 木村ひさし、松木彩、村尾嘉昭
- 製作著作 - TBS

### 放送日程
| 話数                                                                        | 放送日  | サブタイトル / ラテ欄                                     | 演出       | 視聴率 |
| --------------------------------------------------------------------------- | ------- | --------------------------------------------------------- | ---------- | ------ |
| 1 une                                                                       | 7月09日 | 予測不能! オーナーのための店オープン                      | 木村ひさし | 10.8%  |
| 2 deux                                                                      | 7月16日 | シェフの知られざる秘密! 謎の刺客現る                      | 木村ひさし | 09.2%  |
| 3 trois                                                                     | 7月23日 | オーナー激似の伊賀母登場! 超難敵!! 息子を長崎に連れ帰る!? | 木村ひさし | 08.7%  |
| 4 quatre                                                                    | 7月30日 | オーナーの正体!                                           | 松木彩     | 10.0％ |
| 5 cinq                                                                      | 8月06日 | スゴ腕ライバル登場 川合君がリストラ!?                     | 村尾嘉昭   | 07.8%  |
| 6 six                                                                       | 8月13日 | 一世一代の大勝負!! 激突オーナーVS店長                     | 木村ひさし | 07.5%  |
| 7 sept                                                                      | 8月20日 | 常連客の知られざる秘密…!?                                 | 松木彩     | 08.1%  |
| 8 huit                                                                      | 8月27日 | 双子!? 宿命のライバル来店!                                | 木村ひさし | 07.5%  |
| 9 neuf                                                                      | 9月03日 | オーナー引退!? 最終決戦の幕開け! まさかの旅立ち           | 村尾嘉昭   | 08.5%  |
| 10 le finale                                                                | 9月10日 | さよなら! ロワン・ディシー                                | 木村ひさし | 08.7%  |
| 平均視聴率 8.6%（視聴率はビデオリサーチ調べ、関東地区・世帯・リアルタイム） |         |                                                           |            |        |

### スピンオフドラマ
サブタイトル
- 第1話 怒ってるの?伊賀君
- 第2話 サボってるの?川合君
- 第3話 それはアウトだ、オーナー
- 第4話 まだ取るの、山縣さん
- 第5話 同じじゃないよ、川合君
- 第6話 元通りだね、店長
- 第7話 鋭いね、シェフ
- 第8話 さすがです、山縣さん
- 第9話 お幸せに、小枝さん
- 第10話 ようこそ、ロワン・ディシーへ

| TBS系 火曜ドラマ                                                                                                | TBS系 火曜ドラマ                                        | TBS系 火曜ドラマ                                |
| 前番組 | 番組名                                                  | 次番組                                          |
| --- | ------------------------------------------------------- | ----------------------------------------------- |
| わたし、定時で帰ります。 （2019年4月16日 - 6月25日） ※この作品の第3話以降、本枠の終了時刻を 22:57までに繰り上げ | Heaven? 〜ご苦楽レストラン〜 （2019年7月9日 - 9月10日） | G線上のあなたと私 （2019年10月15日 - 12月17日） |
| TBS系 火曜 22:00 - 22:57                                                                                        |                                                         |                                                 |
| わたし、定時で帰ります。 （第3話以降・2019年4月30日 - 6月25日）                                                 | Heaven? 〜ご苦楽レストラン〜 （2019年7月9日 - 9月10日） | G線上のあなたと私 （2019年10月15日 - 12月17日） |